# 频那醇硼烷
频那醇硼烷的结构简式为(CH3)4C2O2BH。 此硼烷的一个重要特点为,它有一个含硼原子的五元环C2O2B。 在含硼烷氧基化合物这一类分子中，频那醇硼烷为单体。它是无色液体，溶于醚、四氢呋喃以及二氯甲烷等有机溶剂中。其反应性很强的B-H基团常被用在有机化学反应中。

## 在有机合成中的应用
频那醇硼烷被用于将烯烃、炔烃硼氢化，炔烃的硼氢化反应相对较慢。上述反应需要催化剂的存在。
频那醇硼烷也被用在醛、酮以及羧酸的无催化剂硼氢化反应中。 
频那醇硼烷也被用于将有机化合物的C-H键硼化，这类反应属于碳氢键活化。
频那醇硼烷的双分子脱氢反应可以生成双频那醇硼烷（B2pin2）：
2 (CH3)4C2O2BH → (CH3)4C2O2B-BO2C2(CH3)4 + H2

## 相关物质
- 儿茶酚硼烷